# Milestone Records
Milestone Records bylo americké hudební vydavatelství specializované na jazzovou hudbu. Založili jej v roce 1966 hudební producenti Orrin Keepnews a Dick Katz. Roku 1972 vydavatelství padlo do rukou společnosti Fantasy Records. Svá alba zde vydavávali například Sonny Rollins, Jack DeJohnette nebo Buddy Montgomery.